# Perilomia
Perilomia é um género botânico pertencente à família Lamiaceae.

## Espécies
14 espécies:
Perilomia benthamiana Perilomia briquetiana Perilomia cordifolia
Perilomia cumanensis Perilomia dubia Perilomia fruticosa
Perilomia gardoquioides Perilomia malvaefolia Perilomia ocymoides
Perilomia palamblaensis Perilomia scutellarioides Perilomia tomentosa
Perilomia volubilis Perilomia weberbaueri